# 浴恩園
浴恩園（よくおんえん）は、江戸時代後期に陸奥白河藩主で老中を務めた松平定信が、現在の東京都中央区築地に築いた日本庭園である。汐入式の池泉回遊式庭園として「天下の名園」と称された。建築部分は文政12年（1829年）の大火で焼失し、庭園部分も関東大震災後の日本橋魚河岸の築地移転に伴い失われたが、現在も東京都指定旧跡「浴恩園跡」として文化財指定されている。

## 歴史

### 成立と建設
浴恩園の地は、もともと寛文3年（1663年）に相模国小田原藩の稲葉正則が拝領した中屋敷の添地として庭園が築かれた場所であった。その庭園には潮を引き入れる3つの池が設けられ、「江風山月樓」と称されていた。延享3年（1746年）に稲葉家屋敷の東半分以上（約1万9千坪）が御三卿・一橋家所有の下屋敷となった。
寛政4年（1792年）、一橋家から老中首座で将軍補佐役であった松平定信に、屋敷地の大半が分与された。定信は築地東南の海隅地を拝領した翌年、幕府要職から免じられており、文化9年（1812年）には55歳で家督を譲り隠居している。

### 庭園の特徴
定信はこの下屋敷で庭園を再整備し、「浴恩園」と名付けた。一橋家の御恩に浴するという意を表した名称であった。約1万7千坪の屋敷には東京湾の海水が引き入れられ、「春風の池」と「秋風の池」という潮入りの大きな2池を囲む、回遊式の庭園が中心に設けられていた。
浴恩園は浜御殿や楽寿園等と同様の汐入式の池泉回遊式庭園であった。各所には泉石や築山・池中の島・石橋・亭などが配され、春秋の樹木、さらには薬草・菜園に至るまで、庭園の空間構成が強く意識され、丹念に整えられていた。園内には52の景勝地が設置されそれぞれに和漢両語の雅名が付されており、雅名と詩歌を刻んだ石柱も見ることができた。
「春風の池」の周辺には桜が植えられ、桜の名所「桜ヶ淵」として名を轟かせており、「秋風の池」は紅葉で彩られていた。白から紅へと色の移ろう美しい蓮の花を育てる蓮池も整備されており、日本中から100種類もの蓮が集められていた。潮の満ち引きによる岩の見え隠れや魚釣りなども楽しめたという。

### 文化活動
定信は隠居後に「楽翁」と号し、園内の「千秋館」に居を構えて作庭に没頭した。浴恩園では書画会や歌会、茶会など数々の文化活動が行われ、多くの文化人との交流を楽しむ場であった。また、身分を問わず誰もに開かれた庭園でもあった。
文化12年（1815年）2月5日には、福山藩の儒学者菅茶山が定信の招きで浴恩園を訪れ、詩歌の交換や庭園散策を楽しんだと、詳細に記録を残している。

### 焼失
定信の亡くなる直前の文政12年（1829年）、文政の大火により浴恩園の下屋敷部分は焼け落ちたが、2つの池からなる庭園は焼失を免れた。定信も同年に亡くなっている。

### その後の変遷
明治維新後には、周辺の大名屋敷地とともに海軍省用地となり、海軍兵学校、海軍病院等の施設が設置された。明治期には庭園部分を避ける形で海軍関連施設が設けられ、2つの池と築山は大切に保存されていた。
1923年（大正12年）の関東大震災により、海軍省の諸施設は甚大な被害を受けた。当時は日本橋にあった魚河岸も、同様に壊滅的な被害を受けたことより、水運の利便性と敷地の広さから海軍省跡地の築地に移転することとなった。1935年（昭和10年）に築地市場が開設され、2つの池は地下に埋蔵された。

## 現在

### 文化財指定
浴恩園跡は1926年（大正15年）に史蹟指定され、1955年（昭和30年）の東京都条例改正により旧跡指定となった。現在は東京都指定旧跡「浴恩園跡」として文化財指定されている。

### 発掘調査
2018年（平成30年）の築地市場閉場を受けて、東京都は2021年（令和3年）から2022年（令和4年）にかけて、埋蔵文化財の予備調査と試掘調査を実施した。約19.4ヘクタールの開発面積のうち、0.66ヘクタールで調査が行われ、「春風の池」の護岸とみられる石積みや、「秋風の池」の南端部分などが良好な状態で確認された。
調査では近世の遺構6基（柵、竹樋、木樋、石垣3基）、近代の遺構1基（レンガ基礎）とそれに伴う遺物が検出されている。

### 再開発問題
2024年（令和6年）4月19日、東京都は築地まちづくりの事業予定者に三井不動産を代表とする企業グループを選定したと発表した。事業予定者の提案では、約5万人が収容できるイベント・スポーツ施設や、ホテル、高層ビル、ヘリポートなどを建設する計画となっている。
一方で、市民団体「築地市場跡地再開発『浴恩園』を再生させる会」や文化財保存全国協議会などが浴恩園の現地保存・再生を求める活動を展開している。2025年（令和7年）1月20日には文化財保存全国協議会が東京都知事と東京都教育委員会教育長に対し、浴恩園跡の広範囲発掘調査の実施と、その成果を踏まえた築地まちづくり計画の市民参加による作成を求める要請書を提出している。